# Theodor Wagner
Theodor «Turl» Wagner (Viena, Austria, 6 de agosto de 1927-ibídem, 21 de enero de 2020) fue un jugador y entrenador de fútbol austríaco. En su etapa como jugador profesional se desempeñaba como delantero.

## Selección nacional
Fue internacional con la selección austríaca en 46 ocasiones y convirtió 22 goles. Hizo su debut en noviembre de 1946, en un amistoso contra Suiza. Posteriormente, fue convocado para disputar los Juegos Olímpicos de Londres 1948, donde el combinado austríaco no pasó de los octavos de final y Wagner no jugó el único partido de su selección. También fue seleccionado para disputar la Copa del Mundo de 1954. En los cuartos de final, Wagner hizo un hat-trick en la victoria por 7-5 ante Suiza. Este partido, conocido como «La batalla de calor de Lausana», es el encuentro con más goles en una Copa Mundial de Fútbol. Finalmente, su selección terminó en el tercer lugar, siendo el mayor éxito en la historia del fútbol austríaco hasta la fecha.

### Participaciones en Copas del Mundo
| Mundial                        | Sede  | Resultado    | Partidos | Goles |
| ------------------------------ | ----- | ------------ | -------- | ----- |
| Copa Mundial de Fútbol de 1954 | Suiza | Tercer lugar | 4        | 3     |

### Participaciones en Juegos Olímpicos
| Olimpiada                        | Sede        | Resultado        | Partidos | Goles |
| -------------------------------- | ----------- | ---------------- | -------- | ----- |
| Juegos Olímpicos de Londres 1948 | Reino Unido | Octavos de final | 0        | 0     |

## Clubes

### Como jugador
| Club                | País    | Año       |
| ------------------- | ------- | --------- |
| SC Wacker Viena     | Austria | 1946-1958 |
| SVS Linz            | Austria | 1958-1963 |
| FC Wacker Innsbruck | Austria | 1963-1964 |

### Como entrenador
| Club                | País    | Año       |
| ------------------- | ------- | --------- |
| FC Wacker Innsbruck | Austria | 1962-1963 |
| SC Wacker Viena     | Austria | 1964-1965 |

## Palmarés

### Campeonatos nacionales
| Título               | Club            | País    | Año  |
| -------------------- | --------------- | ------- | ---- |
| Campeonato austríaco | SC Wacker Viena | Austria | 1947 |
| Copa de Austria      | SC Wacker Viena | Austria | 1947 |